# جيمس أوبرويتر
جيمس سي. اوبرويتر (بالإنجليزية: James C. Oberwetter)‏ (من مواليد 3 نوفمبر 1944) هو سفير سابق للولايات المتحدة لدى المملكة العربية السعودية. عين كسفير مفوض فوق العادة في 11 ديسمبر 2003، وقدم أوراق اعتماده في 10 أكتوبر 2004. وغادر منصبه في 31 مارس 2007.

## مهنة
شغل سابقا منصب السكرتير الصحفي للذي أصبح لاحقا عضو الكونغرس جورج بوش الأب (الذي أصبح لاحقا نائب الرئيس و رئيس الولايات المتحدة). لقد كان أيضا مساعدا خاصا لمدير وكالة حماية البيئة الأمريكية وعضو في معهد البترول الأمريكي ولجنة الاتصالات.

## الحياة الشخصية
هو وزوجته أنيتا يقيمون في دالاس، تكساس. اوبرويتر له ثلاث بنات: إلين اوبرويتر، ريا اوبرويتر ماكاي، وبروك اوبرويتر.
| المناصب الدبلوماسية     | المناصب الدبلوماسية                                           | المناصب الدبلوماسية |
| ----------------------- | ------------------------------------------------------------- | ------------------- |
| سبقه روبرت دبليو جوردان | سفراء الولايات المتحدة لدى المملكة العربية السعودية 2004–2007 | تبعه فورد فريكر     |